# Odontotrypes haba
Odontotrypes haba es una especie de coleóptero de la familia Geotrupidae.

## Distribución geográfica
Habita en Yunnan (China).